# Melanie Paschke
Melanie Paschke, nemška atletinja, * 29. junij 1970, Braunschweig, Zahodna Nemčija.
Nastopila je na poletnih olimpijskih igrah leta 1996 ter se v tekih na 100 m in 200 m uvrstila v polfinale. Na svetovnih prvenstvih je osvojila naslov prvakinje v štafeti 4x100 m leta 2001 in bronasto medaljo leta 1995, na svetovnih dvoranskih prvenstvih srebrno medaljo v teku na 60 m leta 1995, na evropskih prvenstvih zlato in dve srebrni medalji v štafeti 4x100 m ter bronasti medalji v tekih na 100 m in 200 m, na evropskih dvoranskih prvenstvih pa naslov prvakinje leta 1998 in bronasto medaljo v teku na 60 m ter srebrno v teku na 200 m. 